# Ruschia densiflora
Ruschia densiflora är en isörtsväxtart som beskrevs av L. Bol. Ruschia densiflora ingår i släktet Ruschia och familjen isörtsväxter. Inga underarter finns listade i Catalogue of Life.